# Joop Odenthal
Johannes Bernardus ("Joop") Odenthal (Haarlem, 15 maart 1924 – Neede, 19 januari 2005) was een Nederlands honkballer en voetballer.

## Honkbal
Odenthal was een bekend sporter. Hij speelde als honkballer tussen 1946 en 1954 bij de toenmalige Haarlemse hoofdklassevereniging EDO waar hij korte stop en derde honkman was. In 1948 en 1949 kwam hij tweemaal uit voor de Nederlands honkbalteam tijdens de interlands tegen het Belgische nationale team.

## Voetbal
In zijn lange loopbaan, die negentien seizoenen duurde, kwam hij respectievelijk uit voor EDO, Haarlem, SC Enschede en Tubantia. Als Haarlemmer werd hem in die stad zijn overstap in 1950 van EDO naar rivaal Haarlem kwalijk genomen door de supporters. Zowel met EDO (1948) als Haarlem (1952) werd hij kampioen in de Eerste klasse.
In december 1954 verhuisde hij naar Enschede. Het was kort na de invoering van het betaald voetbal. Met Haarlem speelde hij nog mee in de allereerste wedstrijd in het profvoetbal. Dat was op 28 november 1954 thuis tegen Alkmaar '54 (2-0). Dit was zijn laatste optreden voor de Haarlemse club. Twee weken later, op 12 december, maakte hij al zijn debuut voor SC Enschede in de thuiswedstrijd tegen VSV.
In Enschede speelde hij nog vijf jaar samen met Abe Lenstra. SC Enschede was in de beginjaren van de Eredivisie een topclub. Na de derde plaats in 1957 eindigde SC Enschede in 1958 samen aan kop met DOS. De Utrechters wonnen de beslissingswedstrijd met 1-0 en werden landskampioen.
Tussen 1951 en 1956 speelde hij dertien wedstrijden voor het Nederlands voetbalelftal waarvan twaalf als speler van Haarlem. Zijn debuut maakte hij in 1951 in de interland thuis (4-4) tegen Finland. In zijn laatste interland op 10 mei 1956 kwam hij uit voor SC Enschede.  
Na zijn actieve sportcarrière was Odenthal nog lange tijd coach zowel van de honkballers als de voetballers van de vereniging Achilles '12 te Hengelo. Ook trainde hij de voetballers van Quick '20. Odenthal behoort samen met Henk Schijvenaar en Cor Wilders tot de enige sporters die zowel voor het Nederlands voetbalteam als het Nederlands honkbalteam uitkwamen.

## Carrièrestatistieken
| Seizoen | Club        | Land      | Competitie                   | Competitie | Competitie | Beker | Beker | Internationaal | Internationaal | Overig | Overig | Totaal | Totaal |
| Seizoen | Club        | Land      | Competitie                   | Wed.       | Dlp.       | Wed.  | Dlp.  | Wed.           | Dlp.           | Wed.   | Dlp.   | Wed.   | Dlp.   |
| ------- | ----------- | --------- | ---------------------------- | ---------- | ---------- | ----- | ----- | -------------- | -------------- | ------ | ------ | ------ | ------ |
| 1942/43 | EDO         | Nederland | Eerste klasse West I         | ?          | 0          | –     | 0     | 0              | 0              | 0      | 0      | –      | –      |
| 1943/44 | EDO         | Nederland | Eerste klasse West I         | ?          | 0          | –     | 0     | 0              | 0              | 0      | 0      | –      | –      |
| 1945/46 | EDO         | Nederland | Eerste klasse West I         | ?          | 6          | –     | 0     | 0              | 0              | 0      | 0      | –      | 6      |
| 1946/47 | EDO         | Nederland | Eerste klasse West I         | ?          | 4          | –     | 0     | 0              | 0              | 0      | 0      | –      | 4      |
| 1947/48 | EDO         | Nederland | Eerste klasse West II        | ?          | 0          | –     | 0     | 0              | 0              | 0      | 0      | –      | 0      |
| 1948/49 | EDO         | Nederland | Eerste klasse West II        | ?          | 1          | –     | 0     | 0              | 0              | 0      | 0      | –      | 1      |
| 1949/50 | EDO         | Nederland | Eerste klasse West II        | 14         | 2          | –     | 0     | 0              | 0              | 0      | 0      | 14     | 2      |
| 1950/51 | Haarlem     | Nederland | Eerste klasse C              | 22         | 0          | –     | 0     | 0              | 0              | 0      | 0      | 22     | 0      |
| 1951/52 | Haarlem     | Nederland | Eerste klasse A              | 23         | 0          | –     | 0     | 0              | 0              | 6      | 0      | 29     | 0      |
| 1952/53 | Haarlem     | Nederland | Eerste klasse B              | 22         | 0          | –     | 0     | 0              | 0              | 0      | 0      | 22     | 0      |
| 1953/54 | Haarlem     | Nederland | Eerste klasse A              | 26         | 0          | –     | 0     | 0              | 0              | 0      | 0      | 26     | 0      |
| 1954/55 | Haarlem     | Nederland | Eerste klasse A (Afgebroken) | 9          | 0          | –     | –     | 0              | 0              | 0      | 0      | 9      | 0      |
| 1954/55 | Haarlem     | Nederland | Eerste klasse C              | 1          | 0          | –     | –     | 0              | 0              | 0      | 0      | 1      | 0      |
| 1954/55 | SC Enschede | Nederland | Eerste klasse D              | 23         | 0          | –     | –     | 0              | 0              | 0      | 0      | 23     | 0      |
| 1955/56 | SC Enschede | Nederland | Hoofdklasse B                | 34         | 2          | –     | –     | 0              | 0              | 1      | 0      | 35     | 2      |
| 1956/57 | SC Enschede | Nederland | Eredivisie                   | 32         | 0          | –     | 0     | 0              | 0              | 0      | 0      | 32     | 0      |
| 1957/58 | SC Enschede | Nederland | Eredivisie                   | 32         | 0          | –     | 0     | 0              | 0              | 0      | 0      | 32     | 0      |
| 1958/59 | SC Enschede | Nederland | Eredivisie                   | 32         | 0          | –     | 0     | 0              | 0              | 0      | 0      | 32     | 0      |
| 1959/60 | SC Enschede | Nederland | Eredivisie                   | 31         | 0          | –     | –     | 0              | 0              | 0      | 0      | 31     | 0      |
| 1960/61 | Tubantia    | Nederland | Tweede divisie               | –          | 1          | –     | 0     | 0              | 0              | 0      | 0      | –      | 1      |
| Totaal  | Totaal      | Totaal    | Totaal                       | –          | 16         | –     | 0     | 0              | 0              | 0      | 0      | –      | 16     |

## Trivia
- Joop is de grootvader van professioneel voetballer Cas Odenthal.

Sjaak Alberts · 
Rinus Bennaars · 
Louis Biesbrouck · 
Mick Clavan · 
Cor van der Gijp ·
Wim Hendriks ·
Aad de Jong ·
Piet Kraak · 
Piet van der Kuil · 
Wim Landman ·
Noud van Melis ·
Jo Mommers · 
Joop Odenthal · 
Jan van Roessel · 
Jan van Schijndel ·
Rinus Terlouw · 
Cock van der Tuijn ·
Bram Wiertz ·
Coach: Jaap van der Leck